# Jugoslavien i olympiska vinterspelen 1976
Jugoslavien deltog med 28 deltagare vid de olympiska vinterspelen 1976 i Innsbruck. Ingen av landets deltagare erövrade någon medalj.